# Kofi Yeboah
Kofi Yeboah (Accra, 14 maggio 1995) è un calciatore ghanese, centrocampista dell'Al-Bahri.

## Caratteristiche tecniche
È un'centrocampista centrale.

## Carriera

### Club
Dopo aver giocato in patria in prima divisione, nell'estate del 2017 va a giocare in Libano, al Tadamon Tiro, club della prima divisione locale. In seguito gioca anche nella prima divisione albanese.

### Nazionale
Nel 2015 è stato convocato dalla nazionale Under-20 ghanese per disputare i Mondiali di categoria, nei quali ha giocato una partita.

## Statistiche

### Presenze e reti nei club
Statistiche aggiornate al 3 giugno 2017.
| Stagione         | Squadra          | Campionato       | Campionato | Campionato | Coppe nazionali | Coppe nazionali | Coppe nazionali | Coppe continentali | Coppe continentali | Coppe continentali | Altre coppe | Altre coppe | Altre coppe | Totale | Totale |
| Stagione         | Squadra          | Comp             | Pres       | Reti       | Comp            | Pres            | Reti            | Comp               | Pres               | Reti               | Comp        | Pres        | Reti        | Pres   | Reti   |
| ---------------- | ---------------- | ---------------- | ---------- | ---------- | --------------- | --------------- | --------------- | ------------------ | ------------------ | ------------------ | ----------- | ----------- | ----------- | ------ | ------ |
| 2013             | Wa All Stars     | PL               | 10         | 0          | -               | -               | -               | -                  | -                  | -                  | -           | -           | -           | 10     | 0      |
| 2014             | Wa All Stars     | PL               | 1          | 0          | -               | -               | -               | -                  | -                  | -                  | -           | -           | -           | 1      | 0      |
| 2015             | Wa All Stars     | PL               | 3          | 0          | -               | -               | -               | -                  | -                  | -                  | -           | -           | -           | 3      | 0      |
| 2016             | Wa All Stars     | PL               | 23         | 4          | -               | -               | -               | -                  | -                  | -                  | -           | -           | -           | 23     | 4      |
| Totale All Stars | Totale All Stars | Totale All Stars | 37         | 4          |                 | -               | -               |                    | -                  | -                  |             | -           | -           | 37     | 4      |
| Totale carriera  | Totale carriera  | Totale carriera  | 37         | 4          |                 | -               | -               |                    | -                  | -                  |             | -           | -           | 37     | 4      |

## Palmarès

### Club

#### Competizioni nazionali
- Ghana Premier League: 1

Wa All Stars: 2016
- Challenge Cup libanese: 1

Tadamon Tiro: 2018